# セネルキア
セネルキア（伊: Senerchia）は、イタリア共和国カンパニア州アヴェッリーノ県にある、人口約800人の基礎自治体（コムーネ）。

## 地理

### 位置・広がり

#### 隣接コムーネ
隣接するコムーネは以下の通り。括弧内のSAはサレルノ県所属を示す。
- アチェルノ (SA)
- カラブリット
- カンパーニャ (SA)
- オリヴェート・チトラ (SA)
- ヴァルヴァ (SA)